# Wyoming (goletta)
La goletta a sei alberi Wyoming e stata una nave mercantile a vela statunitense, destinata al commercio del carbone, utilizzata dal 1909 al 1924. A causa della sua lunghezza estrema e della costruzione in legno, la Wyoming tendeva a flettersi con il mare grosso, il che avrebbe causato la torsione e la deformazione delle lunghe assi, consentendo così all'acqua di mare di penetrare nella stiva. La Wyoming doveva usare le pompe di sentina per mantenere la sua stiva relativamente libera dall'acqua.

## Storia
Lo schooner Wyoming fu progettato da Bant Hanson con Miles M. Merry, il capomastro per il commercio costiero atlantico nordamericano. La nave fu costruita dal cantiere navale Percy and Small di Bath, per il proprio uso, al costo di 400.000 dollari,  ed il carico previsto da trasportare era il carbone.
Il Wyoming era lungo 140 m fuori tutto, 110 m sul ponte e 100,4 m tra le perpendicolari, larga 15,27 m e aveva un pescaggio di 9,27 m). La sua stazza lorda (GRT) era di 3.731 tonnellate, equivalente a un volume interno di 10.600 m³. Il suo dislocamento netto (NRT) era di 3.036, che rappresenta una capacità di carico di 8.600 m³ dopo aver sottratto il volume consumato dal timone e dagli alloggi dell'equipaggio e da altre aree non adatte al carico. Aveva una stazza lorda (DWT) di 6.004 tonnellate lunghe, ovvero il peso della nave completamente carica, incluso l'equipaggio, il carico (6.000 tonnellate), carburante, acqua e provviste, meno il peso della nave completamente vuota era di 4.000 tonnellate. Il Wyoming poteva trasportare 6.000 tonnellate lunghe di carbone ed era costruito in legno di pino giallo e quercia bianca della baia di Chesapeake con assi da 6" e c'erano 90 diagonali in ferro su ogni lato.
La propulsione velica della goletta era assicurata da sei alberi con 22 vele: 6 vele principali auriche, 6 vele di gabbia auriche, 5 vele di trinchetto, 5 vele di trinchetto con una superficie velica di 3.700 m².
La Wyoming era equipaggiata con un verricello Hyde, un argano a vapore per issaree ammainare le vele, tirare le cime e svolgere altre mansioni; il motore a vapore non era utilizzato per la propulsione della nave, ma consentiva di salpare con un equipaggio ridotto di 11 persone. La goletta prese il nome dallo stato del Wyoming perché il governatore dello Stato Bryant Butler Brooks (1861-1944) fu uno degli investitori della nave, il cui costo era di 175.000 dollari del 1909. Un altro schooner costruito dalla Percy & Small, il Governor Brooks a cinque alberi, prese il nome da Brooks.

### Storia
Il Wyoming fu varato il 15 dicembre 1909, e primo capitano fu Angus McLeod di Somerville, Massachusetts. Effettuò il viaggio inaugurale il 21 dicembre recandosi a Newport News, Virginia. Nel 1916 risultava in servizio presso la International Paper Company. Nell'aprile 1917 fu venduto alla France & Canada Steamship Co. per circa 350.000 dollari. Per il resto della prima guerra mondiale, il Wyoming trasportò merci dagli Stati Uniti d'America ai porti stranieri, in Canada e Europa, riuscendo persino a superare un U-Boot tedesco durante un viaggio. Entro il 1° ottobre 1919 aveva guadagnato più del doppio di quella cifra e i suoi proprietari lo noleggiarono per caricare carbone a Norfolk per Genova a 23,50 dollari la tonnellata.
Nel 1921 venne venduta alla Captain AW Frost & Co. di Portland, Maine. Nel 1924 lasciò Norfolk, Virginia, al comando dal capitano Charles Glaesel, per Saint John, New Brunswick, con un carico di carbone. L'11 marzo dello stesso anno per superare una tempesta proveniente da nord-est, gettò l'ancora al largo di Chatham, Massachusetts, nel Nantucket Sound, insieme allo schooner a cinque alberi Cora F. Cressey che aveva lasciato Norfolk nello stesso momento del Wyoming. Il capitano H. Publicover sul Cora F. Cressey levò l'ancora al tramonto e si mise in mare. Si ritiene che il Wyoming sia affondato a est del Pollock Rip Lightship e che l'equipaggio di 13 persone, incluso il capitano Charles Glase, sia  perito con esso.
Nel 2003 il relitto del Wyoming e stato localizzato vicino all'isola di Monomoy dall'American Underwater Search and Survey Ltd.

### Annotazioni
1. ↑  Era il decimo e ultimo degli schooner a sei alberi realizzati nel Maine.

### Fonti
1. 1 2  (EN) Big Schooner is Launched (PDF), in The New York Times, 16 dicembre 1909. URL consultato il 20 agosto 2012.
2. 1 2 3 4 5 6 7  Ship Modelers Association.
3. 1 2 3 4  Engines.
4. 1 2 3 4 5 6  Libguides.
5. 1 2 3 4  Bruzelius.
6. 1 2 3  Agenzia Bozzo.
7. ↑  (EN) Six-mast schooner WYOMING setting sail off the mouth of the Kennebec River, 1909, su mainememory.net, Maine Memory Network. URL consultato il 20 agosto 2012.
8. ↑  (EN) Location of Wyoming Wreck, su wreckhunter.net. URL consultato il 20 agosto 2012.
9. ↑   American Underwater Search and Survey finds 'Wyoming', six-masted wooden giant of the sea, su cdnn.info (archiviato dall'url originale il 21 novembre 2003).
10. ↑  (EN) The Lightships of Nantucket Sound, su vsv.cape.com. URL consultato il 20 agosto 2012 (archiviato dall'url originale il 13 giugno 2012).
11. ↑  (EN) Wreck of Wyoming found off Cape Cod; Largest wooden cargo ship sank in 1924, in Bangor Daily News. URL consultato il 10 novembre 2003.
12. ↑  (EN) Wooden giant of sea is found. URL consultato l'8 novembre 2003.